# Grasslhöhle
Grasslhöhle är en grotta i Österrike. Den ligger i distriktet Weiz och förbundslandet Steiermark, i den östra delen av landet.
Terrängen runt Grasslhöhle är kuperad. Närmaste samhälle är Haselbach bei Weiz, sydost om Grasslhöhle.
I omgivningarna runt Grasslhöhle växer i huvudsak blandskog och odlingsmark.